# Emmett J. Scanlan
Emmett J. Scanlan, född 31 januari 1979 i Dublin, är en irländsk skådespelare.
Cowley har bland annat medverkat i TV-serierna Sanningen, The Tower och Kin – familjen framför allt.

## Filmografi (i urval)
- 2021–2023 – Kin – familjen framför allt (TV-serie)
- 2021–2023 – The Tower (TV-serie)
- 2024 – Sanningen (TV-serie)